# Lu e Cuccaro Monferrato

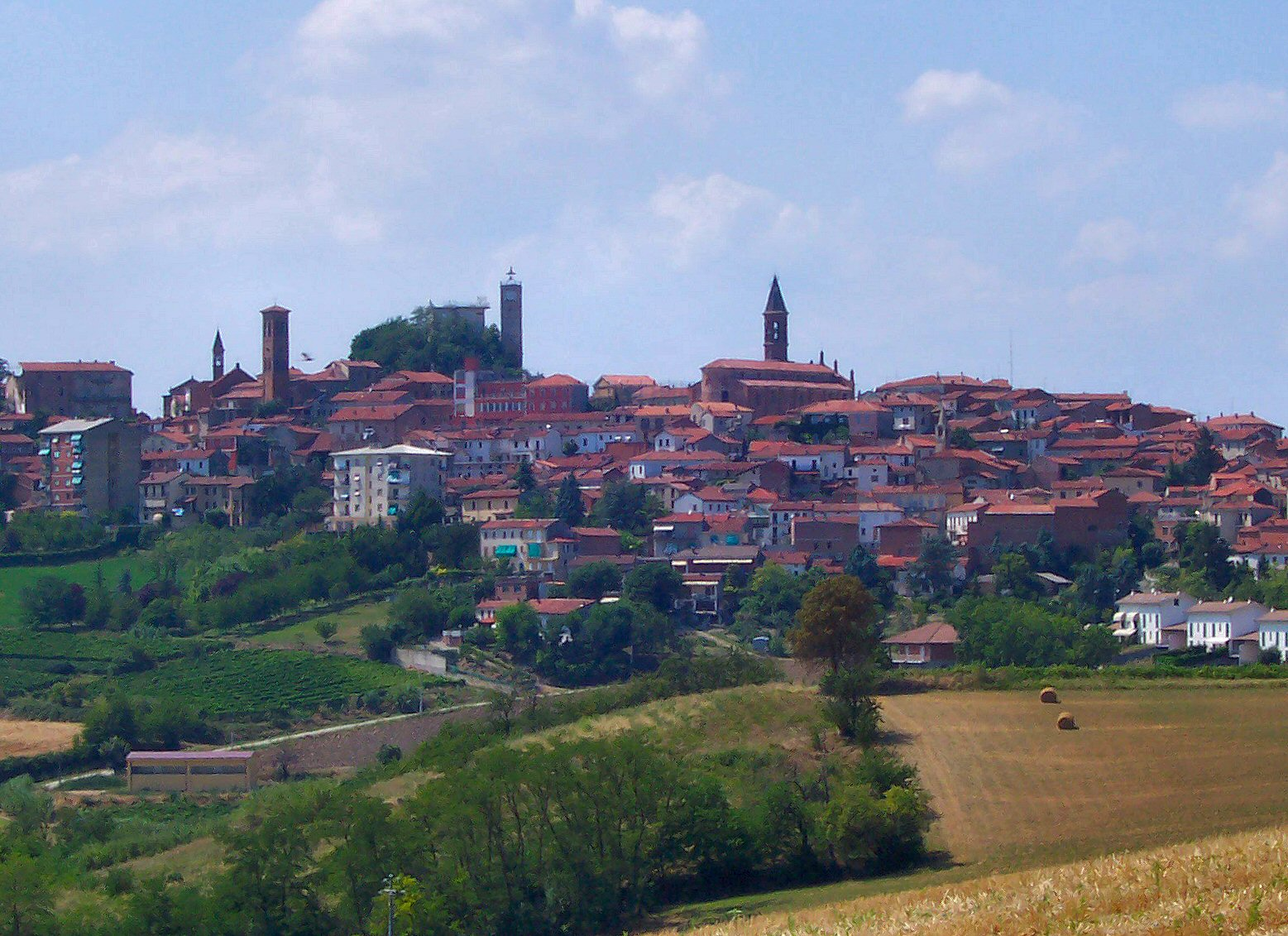
Ansicht des Ortsteils Lu

Lu e Cuccaro Monferrato ist eine italienische Gemeinde (comune) in der Provinz Alessandria, Region Piemont. Die Gemeinde wurde zum 1. Februar 2019 aus den bisher eigenständigen Gemeinden Lu und Cuccaro Monferrato gebildet. Die Gemeinde besteht aus den Ortsteilen (Frazioni) Bodelacchi, Borghina, Castagna, Cuccaro Monferrato, Lu (Sitz der Gemeindeverwaltung), Martini und Trisogli.

## Lage und Einwohner
Die Gemeinde Lu e Cuccaro Monferrato liegt 18 km nordwestlich von der Provinzhauptstadt Alessandria entfernt auf einer Höhe von 307 m über dem Meeresspiegel und hat 1296 Einwohner (Stand 31. Dezember 2023). Der Verwaltungssitz befindet sich in Lu.
Die Nachbargemeinden sind Camagna Monferrato, Conzano, Fubine, Mirabello Monferrato, Occimiano, San Salvatore Monferrato, Quargnento und Vignale Monferrato.

## Sehenswürdigkeiten
- Kirche Santa Maria Nuova im romanisch-gotischen Stil
- Jakobus-Kirche
- Nazarius-und-Celsus-Kirche
- Johanneskirche
- Kirche Maria Schnee in Cucarro Monferrato

## Kulinarische Spezialitäten
Hier werden Reben der Sorte Barbera für den Barbera d’Asti, einen Rotwein mit DOCG Status, sowie für den Barbera del Monferrato angebaut.